# Ragnhild Gulbrandsen
Ragnhild Gulbrandsen (née le 22 février 1977 à Trondheim, en Norvège) est une footballeuse norvégienne.

## Biographie
Ragnhild Gulbrandsen évolue au poste de milieu de terrain au Asker Fotball en Norvège et fait aussi partie de la sélection norvégienne.
Elle termine à la seconde place des meilleures buteuses de la Coupe du monde 2007 avec 6 buts (derrière la brésilienne Marta et à égalité avec l'américaine Abby Wambach).